# Nikita Wladimirowitsch Jerschow
Nikita Wladimirowitsch Jerschow (russisch Никита Владимирович Ершов; * 17. September 2002 in Schebekino) ist ein russischer Fußballspieler.

## Karriere
Jerschow begann seine Karriere in der Akademija Schebekino. Im Februar 2020 wechselte er zum Drittligisten FK Saljut Belgorod. Aufgrund des COVID-bedingten Abbruchs der Saison 2019/20 konnte er erst ab der Saison 2020/21 zum Einsatz kommen, in jener Spielzeit machte er sechs Spiele in der Perwenstwo PFL.
Nach einem weiteren Einsatz in der Hinrunde 2021/22 wechselte Jerschow im Februar 2022 zur Reserve des FK Fakel Woronesch. Für Fakel-M spielte er bis Saisonende zehnmal in der PFL. Nach Saisonende stellte die Reserve den Spielbetrieb ein, woraufhin er im Juni 2022 einen Profivertrag beim Erstligisten unterschrieb. Anschließend gab er im Oktober 2022 gegen den FK Orenburg sein Debüt in der Premjer-Liga. Dies blieb sein einziger Einsatz bis zur Winterpause. Im Februar 2023 wurde er an den Drittligisten Irtysch Omsk verliehen.